# Somatochlora ozarkensis
Somatochlora ozarkensis – gatunek ważki z rodziny szklarkowatych (Corduliidae). Występuje na terenie Ameryki Północnej.